# Villalet
Villalet era una comuna francesa situada en el departamento de Eure, de la región de Sylvains-lès-Moulins, que el 1 de enero de 2015 fue suprimida al fusionarse con la comuna de Sylvains-lès-Moulins, formando la comuna nueva de Sylvains-lès-Moulins.

## Demografía
| Gráfica de evolución demográfica de Villalet entre 1800 y 2013 |
|                                                                |

Los datos demográficos contemplados en este gráfico de la comuna de Villalet se han cogido de 1800 a 1999 de la página francesa EHESS/Cassini, y los demás datos de la página del INSEE.